# Куприянов, Алексей Иванович (Герой Социалистического Труда)
Алексе́й Ива́нович Куприя́нов (8 февраля 1928, с. Старая Ерыкла, Ульяновский уезд, Ульяновская губерния, СССР — 13 сентября 2018, пгт Кузоватово, Кузоватовский район, Ульяновская область, Россия) — звеньевой совхоза «Безводовский» (Кузоватовский район, Ульяновская область), Герой Социалистического Труда (1973).

## Биография
Родился 18 февраля 1928 года в селе Старая Ерыкла Ульяновского уезда Ульяновской губернии (ныне Тереньгульского района Ульяновской области) в семье крестьян. По национальности русский.
Окончив 5 классов сельской школы, с началом Великой Отечественной войны трудоустроился в колхоз «Знамя борьбы», жал рожь вместе с бабушкой и сёстрами, затем работал учётчиком, конюхом, кузнецом. Окончил курсы трактористов на местной машинно-тракторной станции (МТС).
В 1947 году вместе с семьёй переехал в Кузоватово, где работал трактористом в колхозе имени Ворошилова. В 1948 году ушёл в армию, служил в БССР механиком-водителем танка Т-34, после демобилизации работал трактористом в совхозе «Безводовский» Кузоватовского района. Весной 1964 года стал главой механизированного звена из пяти человек по возделыванию кукурузы и других культур. Обрабатывая 440 гектаров земли и (с 1965 года — 600 гектаров), звено добилось рекордных урожаев, перевыполнив задачи по сдаче хлеба государству. За высокие урожаи и организацию новых методов работы в 1966 году награждён орденом Трудового Красного Знамени. Активно перенимал передовой опыт, обучался у В. Я. Первицкого, сам делился полученными знаниями (в совхозе «Безводовский» открылась школа передового опыта). За высокие результаты в восьмой пятилетке (1966—1970) в 1971 году получил свой первый орден Ленина.
Указом Президиума Верховного Совета СССР от 7 декабря 1973 года «за большие успехи, достигнутые во Всесоюзном социалистическом соревновании, и проявленную трудовую доблесть в выполнении принятых обязательств по увеличению производства и продали государству зерна и других продуктов земледелия в 1973 году» удостоен звания Героя Социалистического Труда с вручением ордена Ленина и золотой медали «Серп и Молот».
В 1988 году вышел пенсию, жил в посёлке Кузоватово Ульяновской области, где скончался 13 сентября 2018 года.
Награждён 2 орденами Ленина (08.04.1971; 07.12.1973), орденом Трудового Красного Знамени (23.06.1966), медалями, в том числе золотой медалью ВДНХ СССР (1974).

## Семья
Первая жена Таисия Ивановна (поженились в 1951 году, жили вместе до её смерти в 1992 году), 5 детей, вторая — Лидия Ивановна Симонова.